# Steven Tyler
Steven Tyler, pseudonimo di Steven Victor Tallarico (Yonkers, 26 marzo 1948), è un cantante statunitense.
Storico frontman degli Aerosmith, è stato classificato 98º nella classifica i 100 migliori cantanti secondo Rolling Stone ed è stato classificato terzo nella classifica di Hit Parade su "I 100 migliori vocalist metal di tutti i tempi".

## Biografia
Nasce a Yonkers, nello stato di New York, il 26 marzo del 1948 al Policlinico Hospital. Il padre di Steven, Victor A. Tallarico (1916-2011), è di origini italo-tedesche: il nonno di Steven, il musicista Giovanni Tallarico (1873-1954), è emigrato negli Stati Uniti da Cotronei nella provincia di Crotone; la nonna Constance Neidhart (1866-1976) era di Berlino, mentre la madre Susan Blanche (1925-2008) è di discendenza polacca e inglese. Il nonno materno, Felix Carol Blancha Czarnyszewicz (1892-1987) aveva cambiato il suo cognome una volta giunto negli Stati Uniti poiché il cognome Czarny in polacco significa nero, sostituendolo con il catalano Blancha, ovvero bianco. In varie interviste radio e televisive, Tyler ha rivelato che il suo quadrisavolo, Robert J. Elliott, era afro-americano.
La famiglia Tallarico vive ad Harlem non molto lontano dall'Apollo Theater fino a quando Steven ha quattro anni, momento in cui la famiglia si sposta nel Bronx. Steven inizia la scuola nella vicina PS 81, dove non è molto bravo. Descrive se stesso da piccolo in questo modo: «Ho iniziato a mettermi nei guai ancora prima di camminare. A nove mesi, ho ingoiato un penny. Me lo hanno tolto dallo stomaco e mia madre lo ha messo nell'album di famiglia. Poi ho mangiato una tazzina di formica, che mi ha portato nuovamente in ospedale. Oggi si direbbe che ero iperattivo, ma a quel tempo ero un problema come bambino.»
Steven viene sospeso dalla PS 81 al quarto anno, quando si mette a inseguire un altro studente con un vetro rotto. Trascorre i due anni successivi praticamente esiliato, nella scuola di Hoffman, una scuola speciale per i bambini con problemi di comportamento. Mentre Steven sta per andare alle medie inferiori, la famiglia si sposta nuovamente, questa volta a Yonkers nel sobborgo di Westchester County. La passione di Steven per la scuola non è mai nata, preferisce passare il suo tempo catturando animali o arrampicandosi sugli alberi. Il suo sogno è quello di diventare una guardia forestale e ha una passione per la natura. Un altro interesse primario di Steven è la musica. Figlio di un musicista e di una mamma insegnante di musica, è stato naturale per Steven interessarsene. Da piccolo, usava giocare sotto il piano del padre, ascoltandolo nei suoi esercizi. Passa le sue vacanze al lago Sunapee in New Hampshire, dove la famiglia Tallarico possiede un ristoro musicale chiamato Trow Rico Lodge. Steven inizia la sua carriera al Trow Rico Lodge, esibendosi in musical e intrattenendo gli ospiti. Ancora teenager, con il suo amico Ray Tabano, usava recarsi al bar del padre di Ray e durante le pause delle varie band musicali, si esibiva sul piccolo palco. Ray suonava la batteria mentre Steven suonava la chitarra e cantava. A quattordici anni, passa alla batteria così da poter suonare con la band del padre, i Vic Tallarico Orchestra.
Steven suona anche in un gruppo chiamato i Maniacs up in Sunapee. In quel periodo inizia ad essere coinvolto seriamente nel suonare in molte rock band. Il suo primo vero ingaggio lo ottiene con i The Strangers, e contemporaneamente suona con una band locale, i Dantes. I The Strangers diventano una band di alto livello della zona. Aprono lo show dei Byrds al Westchester Country Center e quello degli Yardbirds allo Staples Hight School a Westport, Connecticut. Alla band viene chiesto di partecipare al dance show per ragazzi di Cleveland dove hanno la possibilità di incidere quattro brani: The Sun, When I Needed You, You Should Have Been Here Yesterday e Ever Loving Man. Dopo soli due anni però, la band si ferma e si scioglie.
Il college non fa per Steven, viene spesso tormentato dagli altri studenti e ha problemi generali con il sistema. Gli insegnanti lo odiano, gli altri compagni lo chiamano "nigger lips" ("labbra da negro") e lo prendono in giro sul suo aspetto. Per affrontare le giornate, Steven beve vodka prima di andare a scuola, ma la maggior parte del tempo lo passa fuori ad ascoltare altre band di New York. Non gli interessano i compiti, è ossessionato dal mondo del rock.

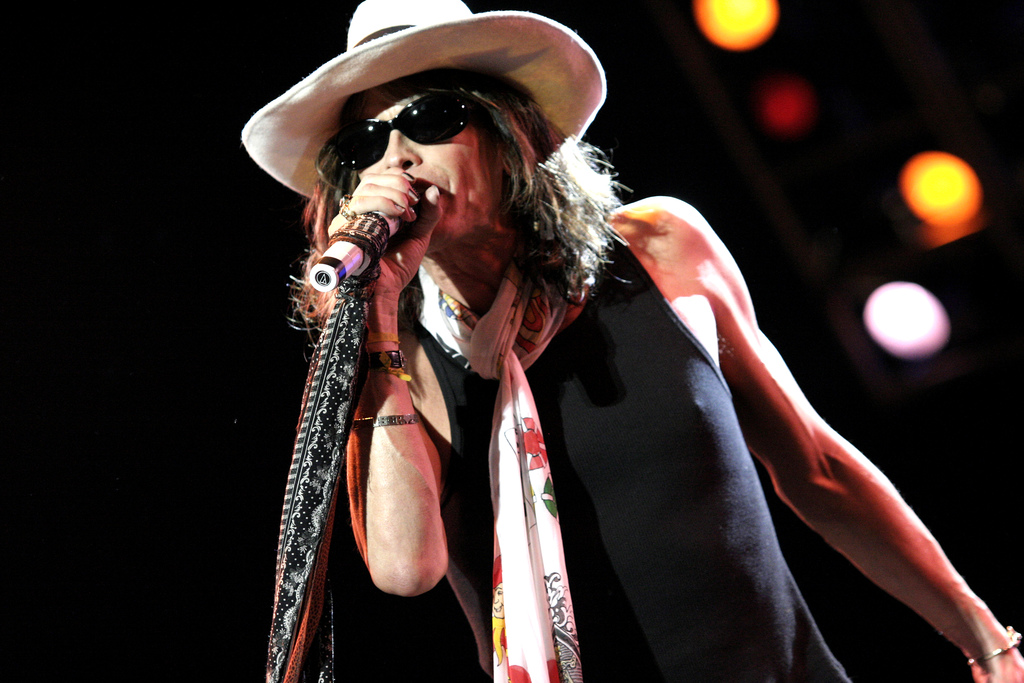
Steven Tyler in concerto

Viene espulso dalla Roosevelt high school per possesso di marijuana. Finisce la scuola al Quintano's Children's Professional school, «un posto per ragazzi che non andavano d'accordo con il sistema», secondo quanto detto dallo stesso Steven. La scuola non aveva molte pretese, così a Steven bastava presentarsi raramente e passare il resto del suo tempo in Central Park invece che in classe. Mentre è alla Quintano, incontra uno studente, il cantante dei Left Banke, e gli viene offerto un lavoro con la band. Canta i cori di alcune loro canzoni e suona in un paio di brani, ma per Steven è una band troppo pigra, così è costretto a cercare nuovamente altrove.
Alla fine del 1967, dopo un'estate senza band, Steven mette insieme un trio con alcuni vecchi componenti di altre band. Nascono i The Chain che passano l'estate del 1968 suonando nell'area di Sunapee. La band si scioglie un anno dopo e Steven crea subito un'altra band dal nome Fox Chase, ma che ha medesima breve vita. Nell'agosto del '69 prova avventurosamente ma senza successo a dirigersi al Festival di Woodstock ma a causa delle difficoltà date dal traffico decide di fermarsi nuovamente a Sunapee, qui incontra un giovane chitarrista dal nome Joe Perry che lavora in un ristorante locale che Steven frequenta molto spesso, l'Anchorage. Joe invita Steven a vedere il suo gruppo, la Jam band, esibirsi al club Barn. Steven ne resta impressionato e torna a New York con in progetto di formare una band con Joe un giorno o l'altro. Agli inizi del 1970, Steven crea una nuova band dal nome William Proud, con Don Solomon, il suo amico storico Ray Tabano e Twitty Farren. Da lì a poco tempo, Steven si stufa della band e di tutto il sistema che ruota intorno ai club di New York, così fa le valigie intenzionato a tornare a Sunapee alla ricerca del chitarrista Joe Perry conosciuto l'estate prima. Joe Perry e Tom Hamilton erano a Sunapee con l'intenzione di spostarsi insieme a Boston alla fine dell'estate e proseguire lì la loro carriera musicale.
La prima volta che suonarono tutti e tre insieme, fu per un provino su cassetta che Steven inviò a Jeff Beck. Finita l'estate, mentre Joe e Tom si preparavano per partire, Steven gli comunica che sarebbe andato con loro a Boston e così ha inizio la storia degli Aerosmith. Il 10 novembre 2009 si apprende tramite la pagina web su Twitter di Joe Perry che Steven Tyler abbandona definitivamente la sua carriera con gli Aerosmith. A detta di Perry, Tyler ha intenzione di fondare un proprio nome, legato alla sua figura. Dopo pochi giorni arriva la smentita, facendo un'apparizione a sorpresa durante un concerto solista di Perry Voglio che New York sappia che non sto lasciando gli Aerosmith. Proseguendo con una simpatica frase: Joe tu sei un uomo dai tanti colori, ma io sono il fottuto arcobaleno. La band sul palco ha quindi attaccato a suonare Walk This Way, un successo degli Aerosmith del 1975, e Tyler ha finito la canzone con il braccio attorno al collo di Perry.
Nel settembre 2006 ha annunciato che tre anni prima gli era stata diagnosticata l'epatite C e che aveva appena completato undici mesi di trattamento.
Nell'ottobre 2011 Tyler è vittima di un incidente, una caduta ad Asunción nella camera d'albergo in cui si trovava, riportando un trauma facciale, che l'ha lasciato in parte sfigurato, e la perdita di alcuni denti. A detta del cantante, egli sarebbe scivolato nella doccia a causa di un malore.
Il 12 settembre 2023, durante il Peace Out: The Fareweel Tour con gli Aerosmith, Tyler riporta una frattura alla laringe che gli costringe a posticipare il tour degli Aerosmith. Il 3 agosto 2024 gli Aerosmith comunicano la cancellazione del tour dopo che è stato confermato che Tyler non riuscirà a riprendersi completamente dall’infortunio vocale che lo ha colpito l’anno prima, costringendolo al ritiro dalle scene.
Il 5 luglio 2025 canta nel Tom Morello's All Stars Supergroup al concerto di addio del gruppo Black Sabbath e del cantante Ozzy Osbourne Back to the Beginning.

### Famiglia
Steven ha origini italiane, tedesche, russe e cherokee. È figlio di Vittorio (Victor) Tallarico, un musicista, e di Susan Blanche, insegnante di musica. Steven è il secondogenito; la sorella maggiore si chiama Lynda Hasz ed è un'insegnante di scuola elementare nel Vermont. Verso la fine dell'Ottocento, il nonno, Giovanni Tallarico, si trasferì negli Stati Uniti da Cotronei (Calabria), di cui Tyler divenne cittadino onorario nel 2010. Nel luglio 2013 visita per la prima volta Cotronei, incontrando i suoi parenti da parte paterna e nello stesso viaggio si reca ai Sassi di Matera rimanendone particolarmente colpito.
La prima figlia di Steven è Liv Tyler, attrice nota al grande pubblico per diversi film come Io ballo da sola, Armageddon (colonna sonora degli Aerosmith) o la trilogia di Il Signore degli Anelli. È apparsa anche nello storico video degli Aerosmith Crazy e, assieme a Ben Affleck, in quello di I Don't Wanna Miss a Thing (traccia principale della colonna sonora di Armageddon). La madre di Liv è Bebe Buell, famosa modella degli anni settanta con la quale Steven ha avuto una breve relazione poco prima di sposarsi nel 1979 con Cyrinda Foxe, prima vera moglie ufficiale per Steven. Dal matrimonio con Cyrinda, nasce Mia, attualmente famosa modella per taglie forti negli Stati Uniti.
Qualche anno dopo agli inizi del 1980, Steven e Cyrinda si separano. Steven incontra la seconda moglie, Teresa Barrick, mentre sta registrando l'album Rock in a Hard Place a New York nel 1982. Qualche anno dopo, nel 1988 i due si sposano nella città natale di Teresa, Tulsa in Oklahoma. Da questo secondo matrimonio nascono due figli, Chelsea nel 1989 e Taj nel 1992. Nel 2005 anche il matrimonio con Teresa finisce e Steven qualche tempo dopo porta alla luce la sua nuova fidanzata Erin Brady. Nel 2004 Steven diventa per la prima volta nonno; la figlia maggiore Liv, dopo essersi sposata nel 2003 con il cantante Royston Langdon, dà alla luce il suo primo figlio Milo. In seguito, nel 2018 dalla figlia Mia nasce un altro nipote, Axton.

### Protezione degli animali e difesa dell'ambiente
Steven Tyler si è ripetutamente impegnato per la protezione degli animali e dell'ambiente. Insieme al suo collega Joe Perry, ha visitato la flotta dell'organizzazione per la protezione della vita marina Sea Shepherd a Melbourne, in Australia. Ha descritto i membri dell'equipaggio che hanno combattuto per la libertà delle balene come "combattenti per la libertà" e li ha invitati come VIP al concerto seguente.
Nel 2014, Tyler ha promosso una legge che garantisse migliori condizioni abitative per suini e bovini da allevamento.
Nel 2016 ha partecipato alla The Rescue! Galà dell'associazione per il benessere degli animali Humane Society degli Stati Uniti a Los Angeles per attirare l'attenzione sull'abuso degli animali da allevamento. Quando Steven Tyler ha ricevuto il Premio umanitario dell'organizzazione delle Nazioni Unite per le vittime di abusi nel 2016, il suo discorso si è concentrato sul riscaldamento globale.

## Discografia

### Con gli Aerosmith

#### Album in studio
- Aerosmith (Columbia Records, 1973)
- Get Your Wings (Columbia Records, 1974)
- Toys in the Attic (Columbia Records, 1975)
- Rocks (Columbia Records, 1976)
- Draw the Line (Columbia Records, 1977)
- Night in the Ruts (Columbia Records, 1979)
- Rock in a Hard Place (Columbia Records, 1982)
- Done with Mirrors (Geffen, 1985)
- Permanent Vacation (Geffen Records, 1987)
- Pump (Geffen Records, 1989)
- Get a Grip (Geffen Records, 1993)
- Nine Lives (Columbia Records, 1997)
- Just Push Play (Columbia Records, 2001)
- Honkin' on Bobo (Columbia Records, 2004)
- Music from Another Dimension! (Columbia Records, 2012)

#### Live
- Live! Bootleg (Columbia Records, 1978)
- Classics Live! I (Columbia Records, 1986)
- Classics Live! II (Columbia Records, 1987)
- A Little South of Sanity (Geffen Records, 1998)
- Rockin' the Joint (Columbia Records, 2005)

#### Raccolte
- Greatest Hits (Columbia Records, 1980)
- Gems (Columbia Records, 1988)
- Pandora's Box (Columbia Records, 1991)
- Big Ones (Geffen Records, 1994)
- Pandora's Toys (Columbia Records, 1994)
- Young Lust - The Aerosmith Anthology (Geffen Records, 2001)
- O Yeah! - Ultimate Aerosmith Hits (Columbia Records, 2002)
- Devil's Got a New Disguise - The Very Best of Aerosmith (Columbia Records, 2006)

### Altri album
- Alice Cooper - Trash (1989)
- Alice Cooper - The Life and Crimes of Alice Cooper (1999)
- Pink - Missundaztood (2001)
- Ted Nugent - Craveman (2002)
- Carlos Santana - All That I Am (2005)
- Keith Anderson - Three Chord Country and American Rock & Roll (2006)

### Solista
- We're All Somebody from Somewhere (2016)

#### Singoli
- (It) Feels So Good (2011)
- Love Is Your Name (2015)
- Red, White & You (2016)
- We're All Somebody from Somewhere (2016)

## Filmografia

### Cinema
- Sgt. Pepper's Lonely Hearts Club Band, regia di Michael Schultz (1978)
- The Decline of Western Civilization Part II: The Metal Years, regia di Penelope Spheeris (1988)
- Fusi di testa 2 - Waynestock (Wayne's World 2), regia di Stephen Surjik (1993)
- Be Cool, regia di F. Gary Gray (2005)

### Televisione
- Lizzie McGuire – serie TV, episodio 2x20 (2002)
- Due uomini e mezzo (Two and a Half Man) – serie TV, episodi 1x04 e 4x02 (2003-2006)
- Una pupa in libreria (Stacked) – serie TV, episodio 1x93 (2005)
- Kesha: My Crazy Beautiful Life – docuserie (2013)
- Hot in Cleveland – serie TV, episodio 5x18 (2014)
- Nashville – serie TV, episodio 4x01 (2015)

### Doppiatore
- I Simpson (The Simpsons) – serie animata, episodio 3x10 (1991)
- Polar Express, regia di Robert Zemeckis (2004)
- Epic - Il mondo segreto (Epic), regia di Chris Wedge (2013)

## Doppiatori italiani
- Massimo Lodolo in Una pupa in libreria
- Vittorio Stagni in Be Cool
- Fabrizio Temperini in Due uomini e mezzo

Da doppiatore è sostituito da:
- Francesco Di Giacomo in Epic - Il mondo segreto